# بطولة أوروبا تحت 21 سنة لكرة القدم 1988
بطولة أوروبا تحت 21 سنة لكرة القدم 1988 هو الموسم 6 من  بطولة أوروبا تحت 21 سنة لكرة القدم. أشرف على تنظيمه الاتحاد الأوروبي لكرة القدم، وكان عدد الأندية المشاركة فيه  8، وفاز فيه منتخب فرنسا تحت 21 سنة لكرة القدم.